# Якубов, Фаттах Гафурович
Фаттах Гафурович Якубов — советский хозяйственный, государственный и политический деятель.

## Биография
Член КПСС с 1949 г.
Родился 17 ноября 1924 года в Ташкенте. В 1933 году вместе с семьей переехал в Чирчик. В мае 1942 года по призыву военкомата направлен на Чирчикский машиностроительный завод, эвакуированный из города Сумы и выпускавший военную технику. В сентябре того же года призван в РККА и направлен в Харьковское военно-химическое училище, эвакуированное в Ташкент из Харькова.
В мае 1944 года после получения воинского звания "лейтенант" вместе с другими выпускниками училища направлен на 3-й Белорусский фронт. Прошёл через Белоруссию, Литву, Польшу, Восточную Пруссию, воевал на Украине, в Австрии и Венгрии. 
- 1942-1947 служба в Армии, участник Великой Отечественной войны (ст.лейтенант, походной хим. лаборатории, 89-й отдельной роты хим. защиты, 220-й стрелковой дивизии, 31-й армии, 3-го Белорусского фронта, участник освобождения г.Будапешт),
- 1947-1948 аппаратчик, машинист, начальник смены Чирчикского электрохимкомбината,
- 1948-1955 второй, а затем, первый секретарь Чирчикского горкома комсомола,
- председатель Чирчикского горисполкома,
- завотделом пропаганды и агитации Ташкентского обкома партии,
- секретарь парткома строительного треста № 160,
- первый секретарь Чирчикского горкома партии,
- 1976-1979 заместитель председателя Ташкентского облислолкома,
- 1979-1985 управляющий делами Совета Министров Узбекской ССР,
- заведующий отделом Совета Министров Узбекской ССР.

Избирался депутатом Верховного Совета Узбекской ССР 7-го, 8-го, 9-го и 10-го созывов.
Умер 6 декабря 2008 года.